# Хала

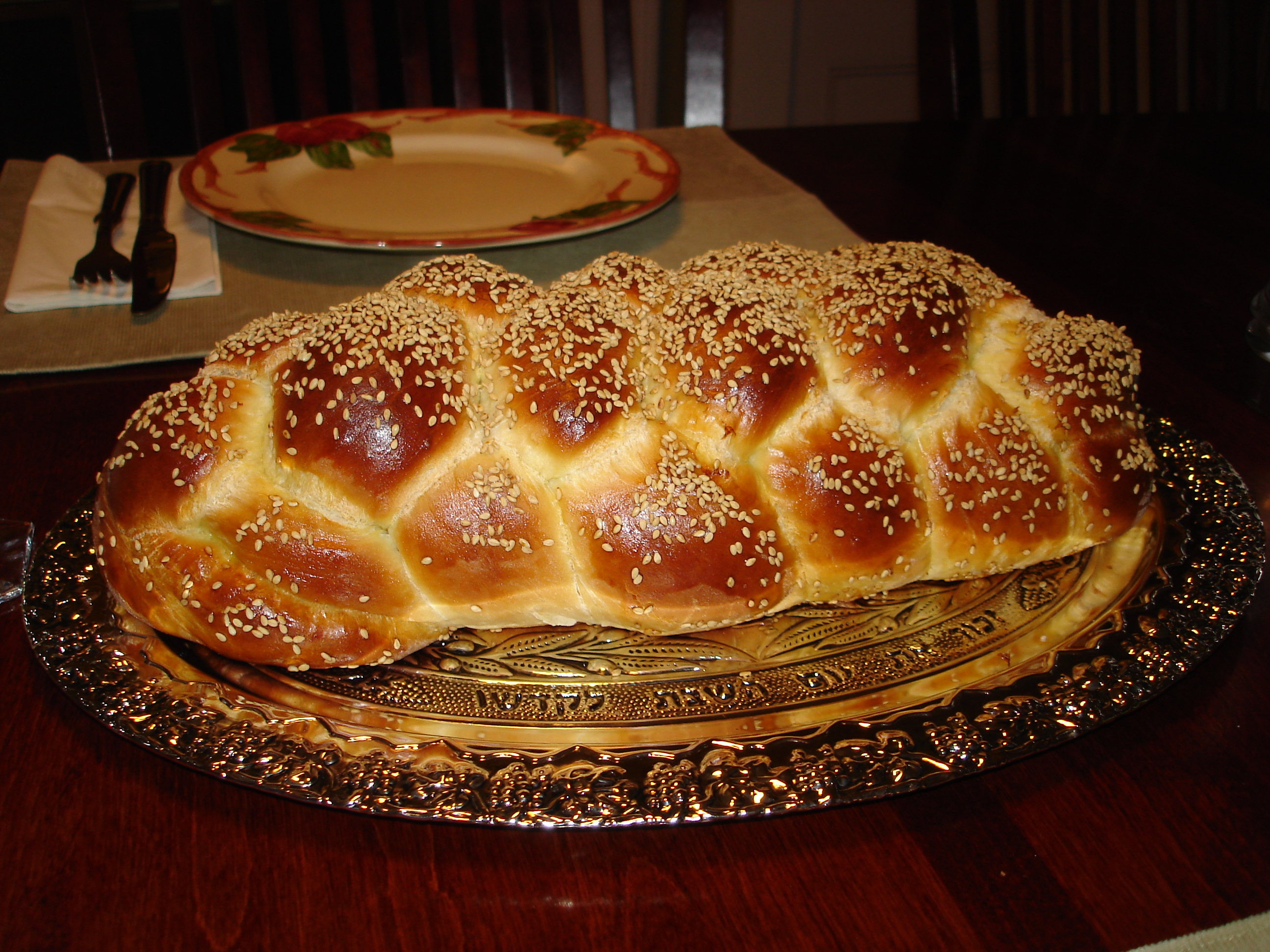
Суботня хала, сплетена з шести смужок тіста і покрита кунжутом.

Ха́ла (івр. חלה) — єврейський традиційний святковий хліб. Готується із здобного дріжджового тіста.
Назва ця походить від найменування однієї із заповідей Тори, яку здійснюють при приготуванні тіста для хліба. Заповідь ця називається хала або відділення хали, її джерело в словах П'ятикнижжя: 
| " | І Господь промовляв до Мойсея, говорячи: промовляй до синів Ізраїлевих, та й скажи їм: як ви ввійдете до Краю, що Я впроваджую вас туди, то станеться, коли ви їстимете хліб того Краю, ви принесете приношення для Господа. Як початок діж ваших, калача (хали) принесете на приношення, як приношення току, принесете його. Від початку діж ваших дасте Господеві приношення, постанова для ваших поколінь! (Чис 15:17-21) | " |

Халу їдять у шабат. Спочатку словом «хала» позначався шматок тіста, який відщипували при випічці хліба для жертвопринесення і відносили священикам Храму. Священики випікали халу і їли її, лише вони мали на це право. Тепер, оскільки Храм зруйнований і священиків більше немає, шматочок тіста, відщипують при випічці хліба для шабата і спалюють. Це і є справжня хала. Таким чином, сьогодні «халою» називається та частина хліба, яку їсти можна, хоча насправді це та частина, яку їсти не можна було.